# Enghavekredsen
Enghavekredsen var i 1920-2006 en opstillingskreds i Vestre Storkreds. Kredsen blev nedlagt i 2007. Området indgår herefter i andre opstillingskredse i Københavns Storkreds.
Den 8. februar 2005 var der 23.650 stemmeberettigede vælgere i kredsen.
Kredsen rummede i 2005 flg. kommuner og valgsteder:
1. Københavns Kommune
  1. Enghave
  2. Nord
  3. Nordvest
  4. Syd
  5. Vest